# Papaipema obsolescens
Papaipema obsolescens är en fjärilsart som beskrevs av Embrik Strand 1921. Papaipema obsolescens ingår i släktet Papaipema och familjen nattflyn. Inga underarter finns listade i Catalogue of Life.